# Anacamptodes illaudata
Anacamptodes illaudata är en fjärilsart som beskrevs av Walker 1860. Anacamptodes illaudata ingår i släktet Anacamptodes och familjen mätare. Inga underarter finns listade i Catalogue of Life.